# Choromytilus meridionalis
Choromytilus meridionalis is een tweekleppigensoort uit de familie van de Mytilidae. De wetenschappelijke naam van de soort is voor het eerst geldig gepubliceerd in 1848 door Krauss.